# Chris Columbus
Christopher Joseph Columbus (Spangler, Pensilvania, 10 de septiembre de 1958), conocido como Chris Columbus, es un director de cine estadounidense. Se inició en el cine como guionista de la película Gremlins (1984), de la productora de Steven Spielberg, Amblin Entertainment.
Reconocido por dirigir películas familiares que en su mayoría han sido un éxito tanto en taquilla como en crítica. Sus obras más famosas incluyen las dos primeras películas de la serie Harry Potter: Harry Potter y la piedra filosofal y Harry Potter y la cámara secreta, Home Alone, Home Alone 2: Lost in New York, Percy Jackson y el ladrón del rayo y Mrs. Doubtfire, entre otras.

## Biografía
Chris nació en una familia ítalo-estadounidense en Spangler, Pensilvania y se crio en Youngstown, Ohio, hijo de Mary Irene, una trabajadora de fábrica, y Alex Michael Columbus, un minero.
Chris Columbus efectúa sus estudios secundarios en una aldea de Ohio y desarrolla su imaginación creadora dibujando storyboards y realizando pequeñas películas de ficción en Súper 8.
En 1990, el también director John Hughes le ofreció la oportunidad de dirigir su propio guion con Home Alone, que sorprendió a Hollywood al convertirse en la comedia más taquillera de todos los tiempos. En 2001 dirigió Harry Potter y la piedra filosofal y en 2002 Harry Potter y la cámara secreta. Es dueño de la productora 1492 Pictures, la cual fundó en 1995.
Está casado con Mónica Devereux y tiene 4 hijos: Violet, Isabella, Brendan y Eleanor, quien interpretó a Susan Bones en la saga de películas de Harry Potter.

## Filmografía (selectiva)
| Año  | Título                                         | Guionista | Productor | Director |
| ---- | ---------------------------------------------- | --------- | --------- | -------- |
| 1984 | Reckless                                       | Sí        |           |          |
| 1984 | Gremlins                                       | Sí        |           |          |
| 1985 | Los Goonies                                    | Sí        |           |          |
| 1985 | El secreto de la pirámide                      | Sí        |           |          |
| 1987 | Aventuras en la gran ciudad                    |           |           | Sí       |
| 1989 | Little Nemo: Adventures in Slumberland         | Sí        |           |          |
| 1990 | Home Alone                                     |           |           | Sí       |
| 1991 | Only the Lonely                                | Sí        |           | Sí       |
| 1992 | Home Alone 2: Lost in New York                 |           |           | Sí       |
| 1993 | Señora Doubtfire                               |           |           | Sí       |
| 1995 | Nueve meses                                    | Sí        | Sí        | Sí       |
| 1996 | Un padre en apuros                             |           | Sí        |          |
| 1998 | Quédate a mi lado                              |           | Sí        | Sí       |
| 1999 | El hombre bicentenario                         |           | Sí        | Sí       |
| 2001 | Harry Potter y la piedra filosofal             |           | Sí        | Sí       |
| 2002 | Harry Potter y la cámara secreta               |           | Sí        | Sí       |
| 2004 | Harry Potter y el prisionero de Azkaban        |           | Sí        |          |
| 2004 | Una Navidad de locos                           | Sí        | Sí        |          |
| 2005 | Los 4 Fantásticos                              |           | Sí        |          |
| 2005 | Rent                                           |           | Sí        | Sí       |
| 2006 | Night at the Museum                            |           | Sí        |          |
| 2007 | Los 4 Fantásticos y Silver Surfer              |           | Sí        |          |
| 2009 | Night at the Museum: Battle of the Smithsonian |           | Sí        |          |
| 2009 | I Love You, Beth Cooper                        |           | Sí        | Sí       |
| 2010 | Percy Jackson y el ladrón del rayo             |           | Sí        | Sí       |
| 2011 | The Help                                       |           | Sí        |          |
| 2012 | Percy Jackson y el mar de los monstruos        |           | Sí        |          |
| 2014 | Night at the Museum: Secret of the Tomb        |           | Sí        |          |
| 2015 | Pixels                                         |           | Sí        | Sí       |
| 2020 | ¡Scooby!                                       |           | Sí        |          |
| 2020 | The Christmas Chronicles 2                     | Sí        | Sí        | Sí       |

## Premios y distinciones
Premios Óscar
| Año  | Categoría      | Trabajo nominado | Resultado |
| ---- | -------------- | ---------------- | --------- |
| 2012 | Mejor película | The Help         | Nominado  |